# Arado E.560

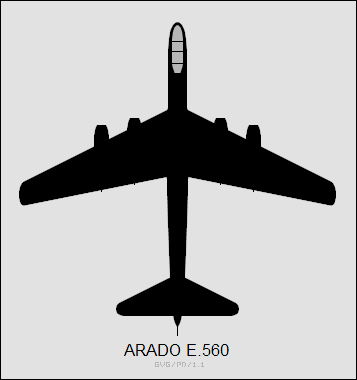
Avión tipo bombardero utilizado por Alemania en la Segunda Guerra Mundial

Arado E-560 fue un Proyecto de Bombardero táctico de la Alemania nazi, en las postrimerías de la Segunda Guerra Mundial. Formaba parte de las Wunderwaffe.

## Descripción
El Arado E.560 fue diseñado como un bombardero táctico rápido, de mediano alcance, y abarcó varios diseños diferentes, principalmente que se diferenciaban en número de motores y tipo de ellos. Ya que el trabajo de diseño fue en los días de cierre de la Segunda Guerra Mundial , solo unos documentos incompletos han sobrevivido. Principalmente, el Arado Ar E 560 tenía alas en V hacia atrás, alerones de cola y la aleta vertical estándar. 
Todas las versiones tenían un tren de aterrizaje de triciclo. 
Todas las versiones también tenían cabina presurizada , localizada en la nariz de fuselaje para un equipo de dos tripulantes . El equipo adicional incluyó dos balsas salvavidas de una persona, piloto automático y control, y una variedad avanzada de equipo de radio. Algunos diseños también tenían armamento controlado a control remoto.

## Especificaciones (E.560/4)

### Características generales
- Longitud: 22,3 m (73,2 ft)
- Envergadura: 24 m (78,7 ft)
- Superficie alar: 57 m² (613,6 ft²)
- Peso cargado: 38 200 kg (84 192,8 lb)
- Planta motriz: 4× turborreactores BMW 003E.
  - Empuje normal: 11,8 kN (1200 kgf; 2646 lbf) de empuje cada uno.

### Rendimiento
- Velocidad máxima operativa (Vno): 950 km/h (590 MPH; 513 kt)
- Alcance: 2100 km (1134 nmi; 1305 mi)

### Armamento
- Cañones: 4× MK103 30mm